# Y’All Get Scared Now, Ya Hear!
Y’All Get Scared Now, Ya Hear! – debiutancki album szkockiej indierockowej supergrupy, The Reindeer Section. Został wydany na CD i płycie winylowej 30 października 2001 roku przez wytwórnie Bright Star Recordings oraz Pias America. Płyta była nagrywana przez dziesięć dni na przełomie stycznia i lutego 2001 roku.

## Lista utworów
1. „Will You Please Be There for Me” – 1:49
2. „The Opening Taste” – 2:29
3. „12 Hours It Takes Sometimes” – 3:47
4. „Deviance” – 1:53
5. „If There Is I Haven't Found It Yet” – 4:00
6. „Fire Bell” – 1:41
7. „If Everything Fell Quiet” – 2:18
8. „I've Never Understood” – 2:53
9. „Raindrop” – 2:49
10. „Sting” – 4:36
11. „Billed as Single” – 2:30
12. „Tout le Monde” – 4:53
13. „Nytol” – 2:41
14. „The Day We All Died” – 2:00